# Aeropuerto Departamental de Tacuarembó
El Aeropuerto Departamental de Tacuarembó (IATA: TAW, OACI: SUTB) es un aeropuerto público que sirve a la ciudad de Tacuarembó, en Uruguay, situado a 8 km al sudeste de la ciudad.
Actualmente opera solamente vuelos domésticos no regulares, tanto bajo reglas de vuelo instrumental como bajo reglas de vuelo visual, y su categoría OACI es 2B.

## Pista
El aeródromo cuenta con una única pista de aterrizaje, la 10/28, de tratamiento bituminoso y con 1160 metros de largo y 23 de ancho.

## Aerolíneas y destinos

### Destinos nacionales cesados
- PLUNA
  - Durazno, Uruguay / Aeropuerto Internacional de Alternativa Santa Bernardina
  - Montevideo, Uruguay / Aeropuerto Internacional de Carrasco
  - Montevideo, Uruguay / Aeropuerto Internacional Ángel S. Adami
  - Rivera, Uruguay / Aeropuerto Internacional Presidente General Óscar D. Gestido
  - San Gregorio de Polanco, Uruguay / Aeródromo San Gregorio
- Transporte Aéreo Militar Uruguayo (TAMU)
  - Melo, Uruguay / Aeropuerto Internacional de Cerro Largo
  - Montevideo, Uruguay / Aeropuerto Internacional de Carrasco
  - Rivera, Uruguay / Aeropuerto Internacional Presidente General Óscar D. Gestido
  - Treinta y Tres, Uruguay / Aeropuerto Departamental de Treinta y Tres

## Estadísticas
En 2020 Tacuarembó fue el tercer aeropuerto uruguayo con mayor tránsito de vuelos nacionales. Se realizaron 647 vuelos nacionales de taxis aéreos, y transitaron un total de 641 pasajeros.

## Acceso
El acceso al aeropuerto se encuentra sobre la avenida José Batlle y Ordóñez, próximo a su extremo sudeste. Se accede a la ciudad de Tacuarembó por esta avenida al noroeste. La ciudad cuenta con servicio de taxis a requerimiento.